# アルエット1号
アルエット1号（Alouette 1）は1962年9月29日に打ち上げられたカナダ初の人工衛星。米ソ以外の国が設計・製造した初の人工衛星としても知られる。ただし打上げはアメリカ合衆国の手によって行われた。

## 概要
1958年に新しく設立されたNASAを通じて、アメリカ合衆国はカナダに衛星計画の国際協力を誘いかけたことからアルエット1号の開発は始まった。その数ヶ月後、カナダ国防研究通信研究所（Defence and Research Telecommunications Establishment, DRTE）の科学者であったジョン・チャップマン（John Chapman）とエルディン・ウォレン（Eldin Warren）はNASAに上空から電離層を観測できる衛星の設計と製造を提案する。この提案は承認され、DRTE科学者のチームがチャップマン主導の下結成し、同一であるアルエット2機の設計・製造を開始する。
それから3年半後、1962年9月29日にアメリカの太平洋ミサイル発射場からアルエット1号が打ち上げられた。アルエット1号は軌道投入後すぐに電離層観測を始めた。
およそ500日後、衛星の回転が約0.6rpmと予想より遅くなり、衛星のスピン安定制御は失われた。これは地球を向いた長い方のアンテナのために、機体が重力傾度安定の方向にゆっくりと進んだためと推測されている。姿勢の情報は磁力計1つと熱シールド上層および下層の温度から推定された。
1972年9月、衛星の運用が終了した。設計寿命は1年だったが、10年間ミッションが続けられ、その過程で100万以上の電離層の画像が生み出された。
アルエット1号の成功を受け、カナダとアメリカは国際電離層研究衛星（International Satellites for Ionospheric Studies ,ISIS）と呼ばれる新しい計画の下、更なる人工衛星を打ち上げる協定を結んだ。アルエットのバックアップモデルが修繕され、1965年にアルエット2号として打ち上げられた。